# Сусланешти (Арђеш)
Сусланешти (рум. Suslănești) насеље је у Румунији у округу Арђеш у општини Миоареле. Oпштина се налази на надморској висини од 631 m.

## Становништво
Према подацима из 2002. године у насељу је живело 469 становника, од којих су сви румунске националности.